# Fjøløy
Fjøløy est une île habitée de la commune de Stavanger, en mer du Nord dans le comté de Rogaland en Norvège.

## Description
L'île de 2,1 km2 se trouve immédiatement au sud de l'île de Klosterøy, et immédiatement à l'ouest de l'île de Mosterøy dans le Boknafjord. Les petites îles de Sokn, Bru et Åmøy se trouvent au sud. Les trois îles sont reliées par des ponts et Mosterøy est reliée à l'île de Sokn qui, à son tour, est reliée à la ville de Stavanger sur le Byfjord Tunnel (en).
Le phare de Fjøløy est situé à l'extrémité ouest de l'île, ainsi qu'une ancienne batterie côtière de la seconde guerre mondiale.. Au centre de l'île se trouve le lac Fjøløyvatnet.

## Galerie

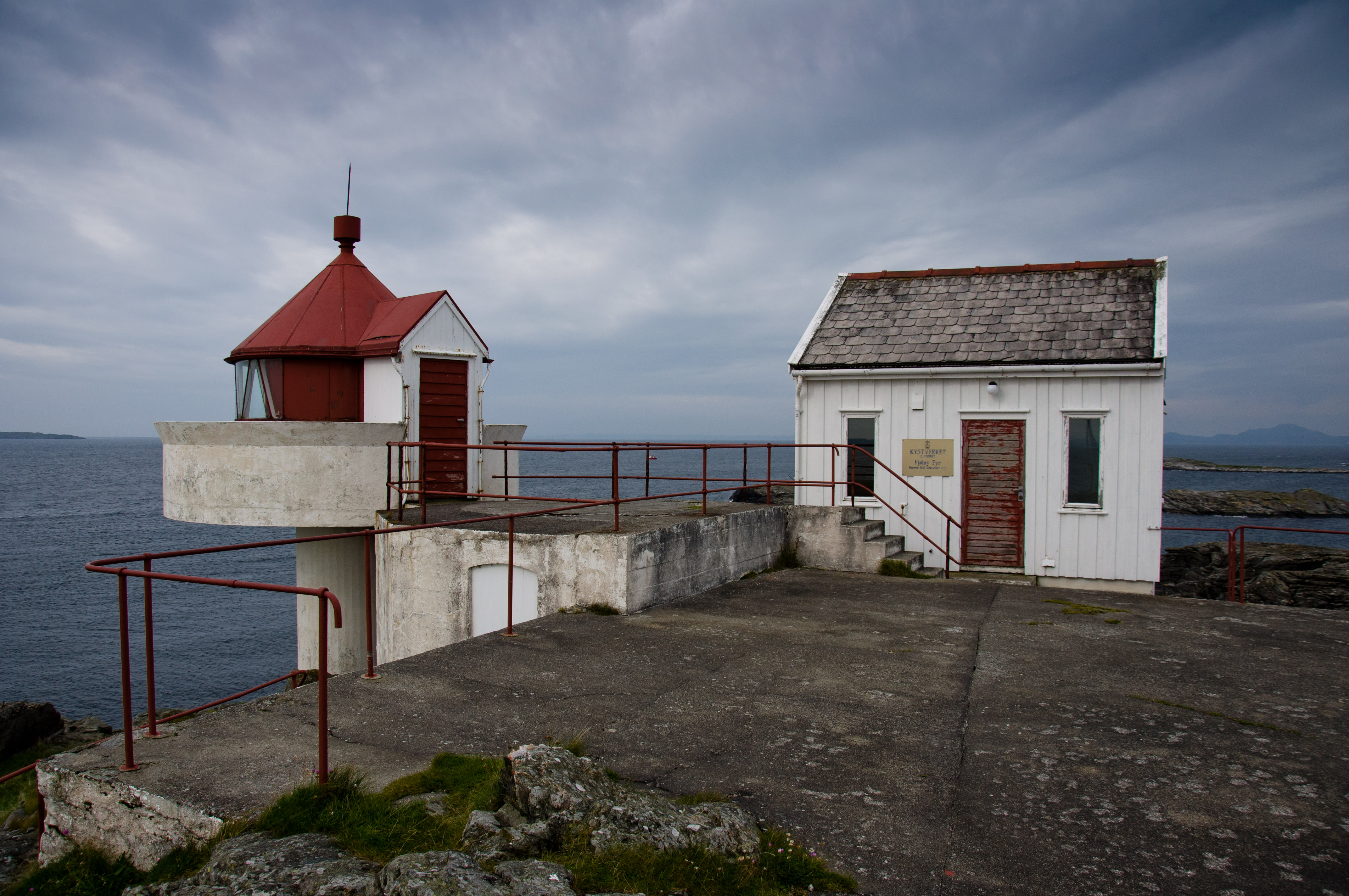
Le phare de Fjøløy Fyr
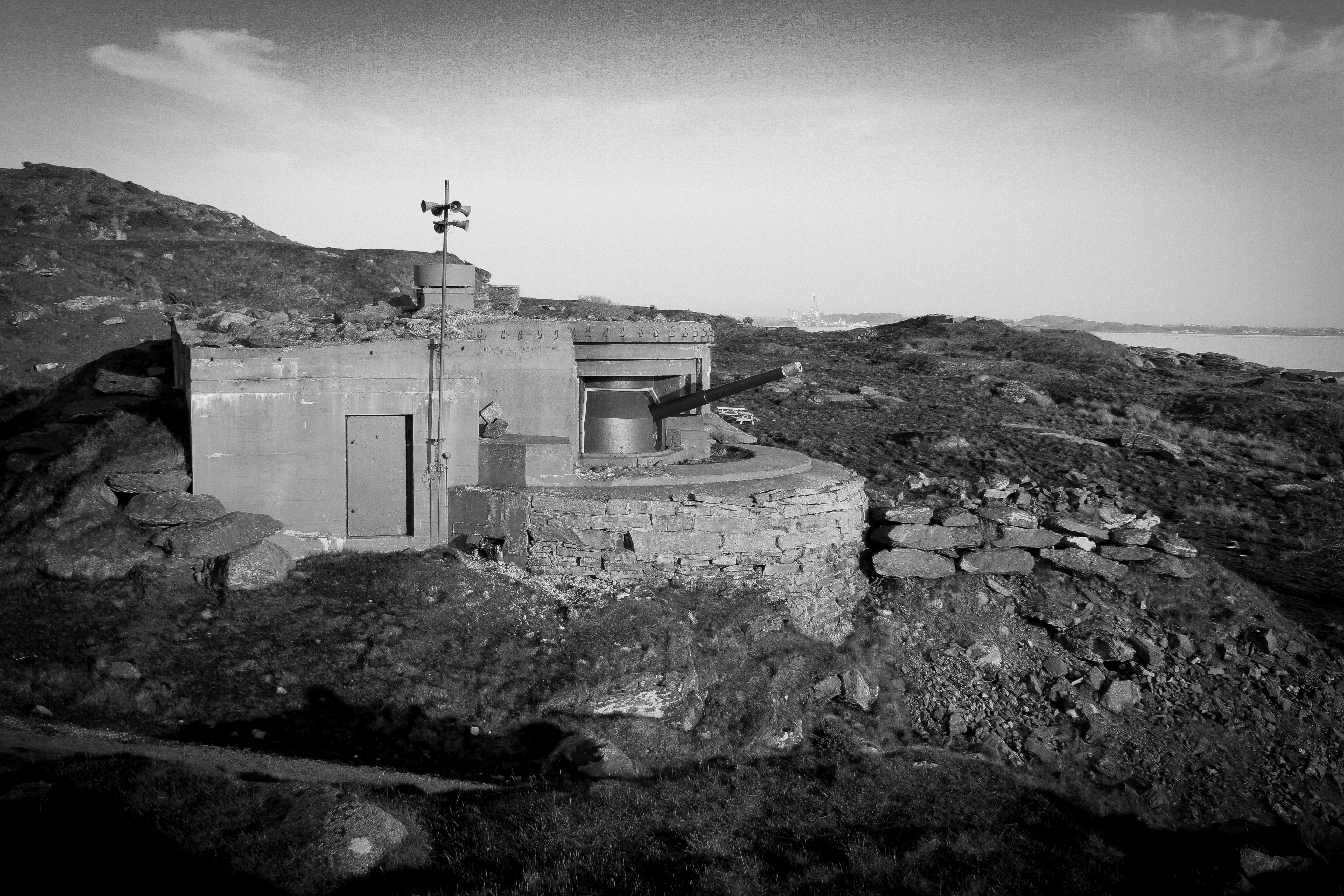
Batterie côtière